# Puits à balancier

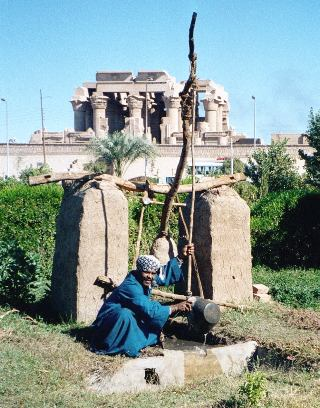
Chadouf

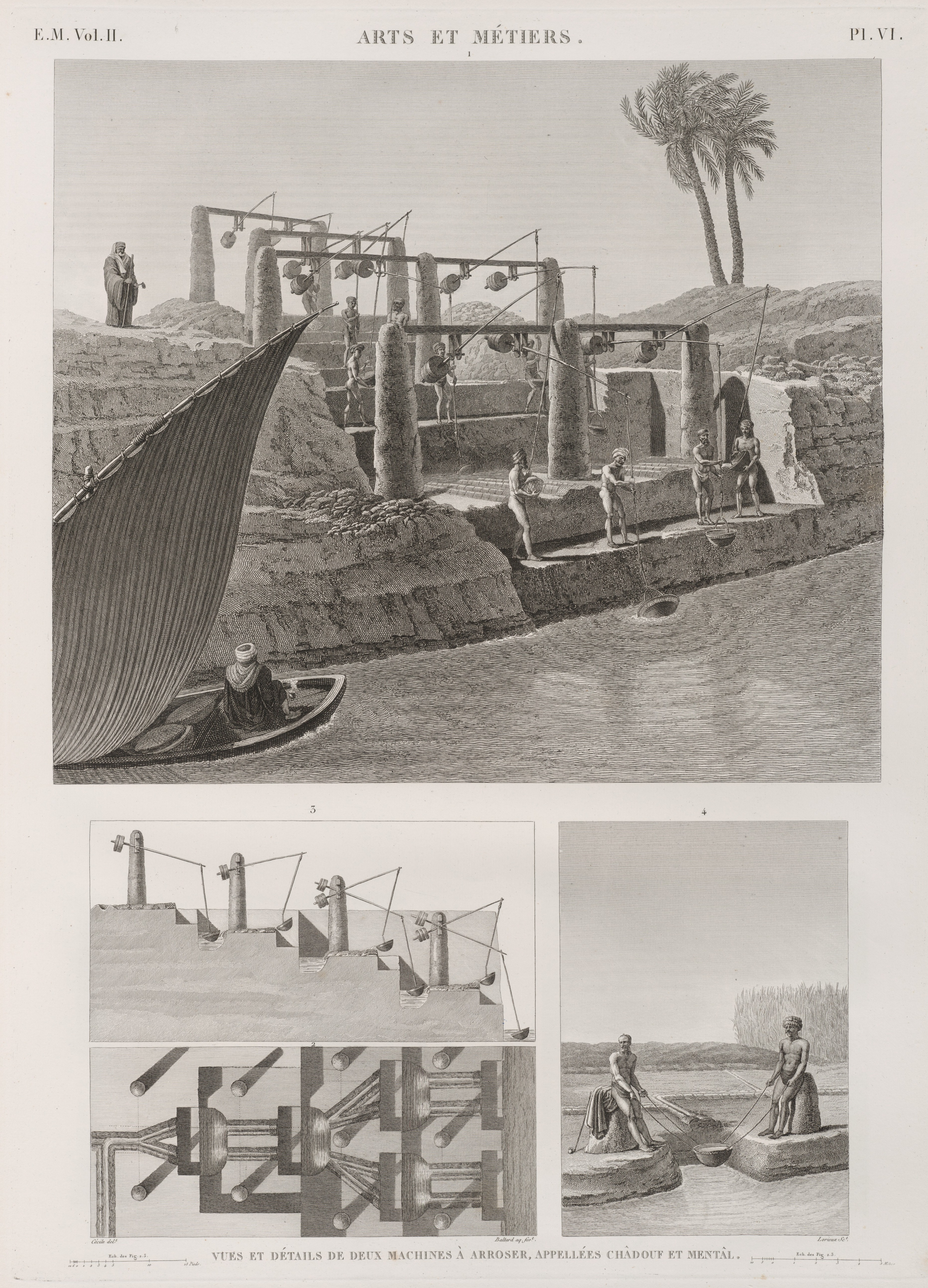
Vue et détails de deux machines à arroser, appellées châdouf et mentâl, 1809.

Le puits à balancier, ou puits cigogne, ou encore chadouf (ou shadouf), est un appareil à bascule servant à puiser l'eau d'un puits, d'un point d'eau ou d'un cours d'eau. Il est notamment employé en zone d'agriculture irriguée.
Le chadouf apparaît en Mésopotamie dès le IIIe millénaire avant notre ère. Il est ensuite employé en Égypte à partir du Nouvel Empire, vers 1500 av. J.-C., après un changement climatique à la fin de l'Ancien Empire. Les crues baissant et les pluies se raréfiant, les Égyptiens ont été contraints de mettre au point un système d'irrigation sophistiqué afin de permettre un arrosage suffisant des champs.
En Égypte, la puisette utilisée pour recueillir l'eau s'appelle le delou.
La Description de l'Égypte à la suite de l'expédition napoléonienne présente plusieurs machines pour élever l'eau, mues par la force humaine ou animale. Leur simplicité et leur ingéniosité frappent Nicolas-Jacques Conté qui retient le principe du balancier et celui de l'ouverture latérale pour présenter une machine hydraulique à l'Académie des sciences en 1802.

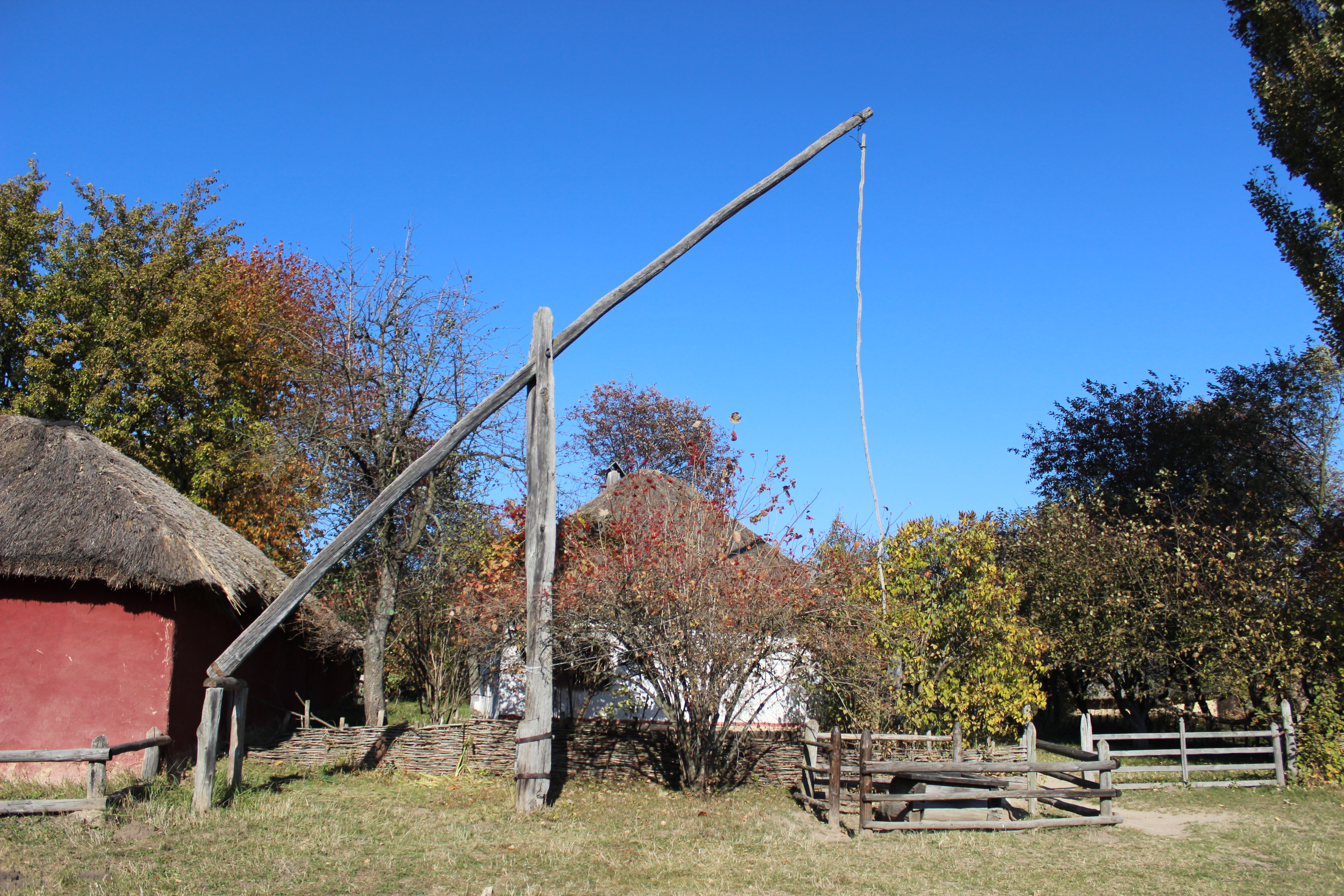
Un puits à balancier du Musée d’architecture populaire et d’ethnographie de Pyrohiv en Ukraine en 2014.

Les puits à balancier sont encore utilisés dans de nombreuses régions d'Afrique et d'Asie et sont très répandu dans les zones rurales de l'Inde et du Pakistan, telles que la région de Bhojpuri de la plaine du Gange. En Europe, ils restent courants en Allemagne et dans la grande plaine de Hongrie, où ils sont considérés comme un symbole de la région. Ils sont également largement répandus dans toute l'Europe de l'Est, dans des pays comme l'Ukraine, la Biélorussie et les pays baltes.[réf. nécessaire]